# チワワ州

チワワ州
Estado Libre y Soberano de Chihuahua

チワワ州（チワワしゅう、スペイン語: Estado de Chihuahua スペイン語発音: [tʃiˈwawa],
エスタード・デ・チウアウア）は、メキシコの31の州の一つである。同国北西部に位置する。面積は244,938km2であり、同国内で最大の面積を持つ。同州の大部分は砂漠（チワワ砂漠、Desierto de Chihuahua）である。また、メキシコ最大の森林面積を持つ。北部でアメリカ合衆国のニューメキシコ州と、リオ・グランデ川を挟んでテキサス州、東部でコアウィラ州、西部でソノラ州、南西部でシナロア州、南部でドゥランゴ州と接する。
州の名前は州都チワワにちなんで名付けられた。「チワワ」の由来ははっきりしていないが、ナワトル語で「乾燥した砂の場所」を意味する Xicuahua （シクヮワ）に由来すると考えられる。
2010年国勢調査で州の人口は3,401,140人で、63%がチワワ自治体とフアレス自治体に住んでいる。
チワワは1709年にアントニオ・デサ・イ・ウロアによって造られた。シウダー・フアレスは米墨国境の町でチワワより人口が多く、国境の反対側のテキサス州エルパソと合わせて人口250万の大都市圏を形成する。
チワワ州の最も有名な景勝地の1つはバランカ・デル・コブレである。またメソアメリカ文化圏との交易の中継基地ともいわれ、世界遺産に登録されている考古遺跡のパキメ（カサス・グランデス）が所在する州としても知られる。
チワワはメキシコ革命において極めて重要な役割を果たし、パンチョ・ビリャの率いる革命軍と連邦政府軍の間の戦場だった。
犬種の一種であるチワワの原産地。
2000年7月にナイカ鉱山において巨大な透明石膏の結晶が発見され、話題を集めている。

## 出身著名人
- アンソニー・クイン - 俳優、画家、作家
- ダビッド・アルファロ・シケイロス - 画家
- ヘスス・チャベス - ボクサー
- キトゥン・ナティビダッド - 女優、ストリッパー
- エドアルド・ナヘラ - 元NBA選手
- 政井マヤ - アナウンサー
- アントニオ・オルティス・メナ - 政治家、経済学者
- ダニエル・ポンセ・デ・レオン - ボクサー
- ジョージ・ロムニー - 政治家、実業家
- マリオ・メンドーサ - 野球選手
- マリセラ・エスコベド・オルティス - 活動家